# Motutunga
Motutunga, is een atol in de Tuamotuarchipel, in Frans-Polynesië. Het valt bestuurlijk onder de gemeente Anaa. Het atol  ligt 20 km ten zuidoosten van het atol Tahanea, dit is het dichtst bij zijnde atol, een onbewoond eiland. Het atol ligt 503 km van Tahiti.

## Geografie, demografie en economie
Het atol heeft bijna de vorm van een cirkel  en is 15 km lang en 14 km breed. Het landoppervlak is 1,38 km2, het wateroppervlak van de lagune is 126 km2. Er zijn in het noorden twee bevaarbare ingangen naar zee. Het atol ontstond uit koraalriffen rond een vulkaan die 51,3 tot 53,0 miljoen jaar gelden 2970 m oprees vanaf de zeebodem.
Het atol was in 2017 niet meer permanent bewoond, maar er is bewoning mogelijk in nederzettingen bij de ingangen naar zee. Het is een beschermd natuurgebied, maar aan de bevolking van bewoonde eilanden in de buurt is (met beperkingen) toegestaan om kopra te maken en zeekomkommers te vangen, net als op het nabij gelegen Tahanea.

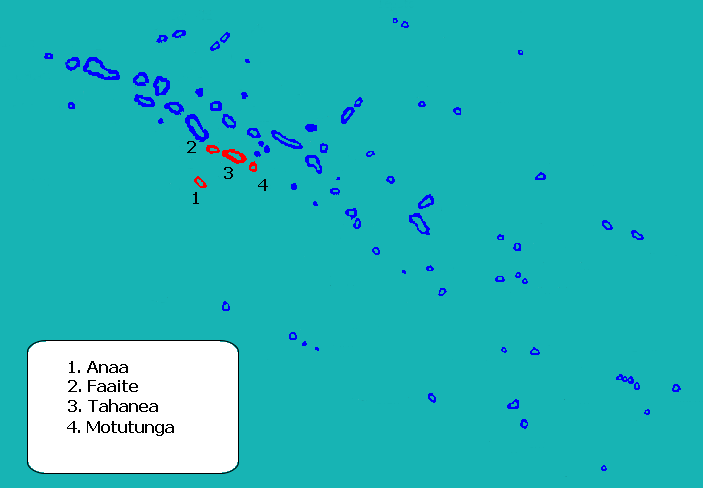
Positie van Motutunga (4) binnen de Tuamotueilanden

## Geschiedenis
De eerste Europeaan die het vermeldde was de Britse zeevaarder James Cook in 1773. Hij noemde het eiland Adventure Island. In de negentiende eeuw werd het Frans territoriaal bezit. Er woonde toen een tiental Polynesiërs.  

## Flora en fauna
Zes vogelsoorten van de Rode Lijst van de IUCN waaronder het met uitsterven bedreigde witkeelstormvogeltje (Nesofregetta fuliginosa) en de endemische tuamotujufferduif (Ptilinopus coralensis)  en  tuamotukarekiet (Acrocephalus atyphus) komen voor op dit atol.